# Lithospermum muelleri
Lithospermum muelleri là loài thực vật có hoa trong họ Mồ hôi. Loài này được I.M. Johnst. mô tả khoa học đầu tiên.